# Bazylika świętych Dwunastu Apostołów w Rzymie
Bazylika świętych Dwunastu Apostołów w Rzymie (wł. Basilica dei Santi XII Apostoli) – rzymskokatolicki kościół tytularny w Rzymie.
Świątynia jest kościołem parafialnym oraz kościołem tytularnym, mającym również rangę bazyliki mniejszej. Jest kościołem stacyjnym z drugiego piątku Wielkiego Postu oraz czwartku po Wielkanocy.

## Lokalizacja
Bazylika znajduje się w II Rione Rzymu – Trevi przy Piazza dei Santi Apostoli 51. Świątynia zlokalizowana jest w bezpośrednim sąsiedztwie Palazzo Colonna.

## Patroni
Kościół pierwotnie był pod wezwaniem św. Jakuba (zwanego Mniejszym) i św. Filipa, których relikwie są w nim przechowywane. W XV lub XVI wieku wezwanie świątyni rozszerzono do wszystkich świętych Dwunastu Apostołów, zatem obecnie patronami są: Piotr, Andrzej, Jakub (zwany Większym), Jan, Filip, Bartłomiej, Tomasz, Mateusz, Szymon Gorliwy, Jakub (zwany Mniejszym), Juda Tadeusz oraz Maciej.

## Historia
Wcześniejszy kościół w tym miejscu, o którym są pewne informacje, wybudowano w VI wieku z inicjatywy papieża Pelagiusza I i był on pod wezwaniem apostołów Jakuba i Filipa. Kościół ten był trójnawowy z trzema apsydami, z których środkowa była ozdobiona mozaiką. Papież Hadrian I w liście do Karola Wielkiego pod koniec VIII wieku wspomniał, że kościół jest bogato dekorowany mozaikami. Uważa się, że kościół w tym czasie miał również atrium, którego pozostałości mogą znajdować się pod obecnym placem. W IX wieku, za pontyfikatu papieża Stefana VI kościół odrestaurowano. W tym czasie władze miały problem z zapewnieniem ludności bezpieczeństwa przed grasującymi bandami i wiele kościołów podmiejskich zostało porzuconych. Relikwie przechowywane w nich, jak również w podmiejskich katakumbach, zostały sprowadzone do kościołów znajdujących się w obrębie murów miasta. Wtedy też do bazyliki trafiła duża liczba relikwii, m.in. świętych Eugenii, Klaudii oraz Chryzanta i Darii.
Świątynia została poważnie uszkodzona przez trzęsienie ziemi w 1348 roku. Została odbudowana dopiero od 1417 roku z polecenia papieża Marcina V. Od 1439 roku kościołem opiekują się franciszkanie konwentualni. Pod koniec XV wieku na zlecenie papieża Sykstusa IV Baccio Pontelli przeprowadził renowację kościoła, wtedy to powstał dziewięciołukowy portyk. Około 1665 roku przebudowano portyk, Carlo Rainaldi zamurował łuki na górnym poziomie, wstawił okna w stylu barokowym i dodał rzeźby Chrystusa i Apostołów do balustrady.
Znacząca przebudowa miała miejsce w XVIII wieku za papieża Klemensa XI, kierowali nią Carlo i Francesco Fontana. Z wyjątkiem portyku i konfesji pod ołtarzem głównym, cały gmach został zburzony i zbudowany na nowo. Ogromny fresk z apsydy autorstwa Melozzo da Forlì przedstawiający Wniebowstąpienie Pańskie został usunięty w 1711 roku i podzielony na kawałki: centralna figura Chrystusa została zabrana do Pałacu Kwirynalskiego, fragmenty trafiły do zakrystii św. Piotra, a inne zostały wykorzystane do dekoracji sali w watykańskiej Pinakotece. Zmniejszono również liczbę kaplic bocznych z dwunastu do siedmiu. W 1745 roku bazylika ponownie trafiła pod opiekę franciszkanów konwentualnych (których wcześniej na pewien czas zastąpili księżą diecezjalni).
Obecna fasada nad portykiem została zaprojektowana przez Giuseppe Valadiera w ramach renowacji w 1827 roku.
Kolejna przebudowa miała w 1873 roku, odkopano wówczas dawną kryptę i ozdobiono ją tak, by przypominała starożytną katakumbę; podczas tej renowacji odkryto starodawny ołtarz główny krypty z relikwiami apostołów Filipa i Jakuba, które nadal znajdowały się na swoim miejscu.
W 2020 roku badanie autentyczności relikwii przeprowadził zespół naukowców, na którego czele stał prof. Kaare Lund Rasmussen z Uniwersytetu Południowej Danii i w którego skład wchodzili specjaliści z Uniwersytetu w Groningen, Uniwersytetu w Pizie, brytyjskiego Cranfield Forensic Institute, Papieskiego Instytutu Archeologii Chrześcijańskiej oraz Muzeum Narodowego Danii. Naukowcy stwierdzili, że relikwie św. Filipa są zbyt zanieczyszczone, by można przeprowadzić wiarygodne datowanie. Odnośnie do relikwii św. Jakuba (kości udowej), ustalono, że nie jest ona jego kością. Pochodzi od osoby, która żyła 160–240 lat później niż św. Jakub.

## Architektura i sztuka
Loggia wejściowa znajduje się pod kątem do głównej osi, dzięki czemu lewa ściana zewnętrzna jest dłuższa niż prawa.
Dolna kondygnacja fasady składa się z dziewięciu dużych otwartych łuków, filary są ośmioboczne, archiwolty arkad są potrójnie żebrowane. Łuki górnej kondygnacji obecnie wypełniają okna.
W portyku na ścianie końcowej po prawej stronie znajduje się rzymska płaskorzeźba z II wieku n.e. przedstawiająca orła siedzącego we wieńcu dębowym związanym wstążką, która została znaleziona na pobliskim Forum Trajana. Poniżej tej płaskorzeźby znajduje się kamienny lew autorstwa Pietro Vassalletto z XII wieku. Po obu stronach portalu głównego znajdują się dwa lwy z czerwonego marmuru również z XII wieku (para ta służyła do podtrzymywania pilastrów drzwi wejściowych kościoła, a podstawy kolumn są widoczne na ich grzbietach).
Wnętrze bazyliki jest trójnawowe, dekorowane freskami i stiukami. Nawa główna jest krótka i szeroka, z trzema przęsłami, jej ściany boczne mają po trzy duże okna. Nawy boczne mają po trzy boczne kaplice z każdej strony, ale bez ścian odgradzających między nimi. Prezbiterium ma po jednym oknie z każdej strony, jest długie i zakończone trójboczną apsydą. Na prawo od absydy znajduje się duża kaplica w formie miniaturowej bazyliki, a po lewej zakrystia.
Na sklepieniu znajduje się fresk Triumf reguły franciszkańskiej Giovanniego Battista Gaulliego (zwanego Baciccio) z 1707 roku oraz Ewangeliści z 1875 roku.
Ołtarz główny z XVIII wieku znajduje się pod ścianą apsydy, a malowidło w nim jest prawdopodobnie największym obrazem na płótnie w Rzymie, ma ono wymiary 14 na 6,5 metra, jest autorstwa Domenico Marii Muratori i przedstawia męczeństwa apostołów Filipa i Jakuba Mniejszego.
Do konfesji prowadzą dwie klatki schodowe. Freski na ścianach krypty są reprodukcjami obrazów z katakumb. Relikwie Apostołów Jakuba i Filipa są obecnie przechowywane w relikwiarzu z czerwonego i zielonego marmuru pod ołtarzem głównym w głębokiej niszy o sklepieniu kolebkowym na końcu krypty, można również zobaczyć oryginalny ołtarz, w którym były przechowywane wcześniej aż do ich odkrycia w XIX wieku, zdobiony starożytnym reliefem.
Ambona jest dziełem Sebastiano Ciprianiego z 1736 roku.
Posadzka nawy została wykonana z czarnego i białego marmuru pod koniec XIX wieku.

### Kaplice boczne
Kaplica św. Bonawentury
Pierwsza kaplica po prawej stronie poświęcona jest św. Bonawenturze. Na ołtarzu znajduje się XV-wieczna Madonna z Dzieciątkiem autorstwa Antoniazzo Romano. Z kolei duży obraz powyżej na ołtarzu jest autorstwa Niccolò Lapiccola i przedstawia Matkę Boską, św. Bonawenturę oraz bł. Andrzeja Contiego (lub Andrzeja z Segni).
Kaplica Niepokalanego Poczęcia
Kaplica druga po prawej. Kaplica ta została wykonana w 1858 roku przez Luigiego Gabet, po usunięciu wcześniejszej barokowej kaplicy pod wezwaniem św. Cypriana, wyposażonej przez Sebastiano Ciprianiego w 1721 roku. Ołtarz jest dziełem Corrado Giaquinto. W kaplicy znajduje się pomnik grobowy Marii Klementyny Sobieskiej (wnuczki Jana III Sobieskiego), dzieło Filippo della Valle, przy czym Maria Klementyna została pochowana w bazylice św. Piotra.
Kaplica św. Antoniego Padewskiego
Zlokalizowana jest jako trzecia po prawej stronie. Jest to kaplica rodziny Odescalchi (w związku z przebudową dokonaną przez Ludovico Rusconiego Sassiego pod patronatem Baldassarre Erba Odescalchi i ukończoną w 1722 roku), której herb wstawiono w podłogę z polichromowanej marmurowej mozaiki. Obraz w ołtarzu przedstawiający św. Antoniego z Padwy jest dziełem Benedetto Luti, natomiast sklepienie pomalował Giuseppe Nicola Nasini.
Kaplica Bessariona
Kaplica ta znajduje się za kaplicą Odescalchi, ściana której aż do 2005 roku blokowała do niej dostęp. Kaplica była poświęcona Matce Bożej, świętemu Michałowi, Janowi Chrzcicielowi i Eugenii. W 1483 roku kaplica ta został ukończona i ozdobiona freskami przez Antoniazzo Romano przy pomocy Mino da Fiesole, ale w czasie późniejszym została opuszczona, a freski pobielono w 1723 roku w związku z budową kaplicy Odescalchi. Kaplicę odkryto ponownie podczas prac restauracyjnych prowadzonych w sąsiednim Palazzo Colonna w 1959 roku. Jednak jej renowacja rozpoczęła się dopiero w 1989 roku i trwała aż do roku 2005. W tylnej części kaplicy znajduje się otwór, przez który widać porfirową urnę, która rzekomo zawiera relikwie świętych Eugenii i Klaudii, przeniesione tutaj z katakumb w IX wieku.
Kaplica Ukrzyżowania
Kaplica Ukrzyżowania znajduje się na prawo od prezbiterium i ma formę miniaturowej bazyliki z nawą główną i nawami bocznymi. Osiem spiralnie karbowanych kolumn pochodzi prawdopodobnie z kościoła z VI wieku.
Kaplica św. Franciszka
Ostatnia kaplica po lewej stronie. Został w niej pochowany papież Klemens XIV. Grobowiec papieża jest dziełem Antonio Canova wykonanym w latach 1783–1787. Przedstawia on papieża siedzącego na tronie na granitowym cokole w akcie błogosławieństwa, pod nim jest klasyczny sarkofag na nogach lwów.
Ołtarz św. Franciszka w tej kaplicy jest autorstwa Giuseppe Bartolomeo Chiari.
Kaplica św. Józefa z Kupertynu
Druga kaplica po lewej stronie została poświęcona św. Józefowi z Kupertynu. Ołtarz w niej autorstwa Giuseppe Cadesa jest z 1777 roku. Pokazuje on lewitującego patrona.
Dwie żebrowane korynckie kolumny ołtarza verde antico, z rzadkiego zielonego marmuru (w rzeczywistości brekcji ze wtrętami z serpentynitu), są uważane za największe znane w tym rodzaju kamienia.
Kaplica Matki Bożej Bolesnej
Pierwsza kaplica po lewej stronie poświęcona jest Matce Boskiej Bolesnej. Ołtarz przedstawiający zdjęcie z krzyża jest dziełem Francesco Manno z 1807 roku.

### Zakrystia
Zakrystia znajduje się na lewo od prezbiterium. Została odrestaurowana w 1883 roku. Freski na jej ścianach i suficie są autorstwa Domenico Bruschi. Oprócz portretów papieży zaangażowanych w odbudowę kościoła, przedstawione są tematy chrztu Konstantyna, konsekracji kościoła przez papieża Sykstusa V oraz alegoryczne postacie pokoju, sprawiedliwości, wolności i religii. Natomiast na sklepieniu znajduje się fresk Sebastiano Ricci z 1701 roku przedstawiający Wniebowstąpienie Pańskie.

## Kardynałowie prezbiterzy
Bazylika świętych Dwunastu Apostołów jest jednym z kościołów tytularnych nadawanych kardynałom-prezbiterom (Titulus XII Apostolorum).
- Epifaniusz (udokumentowany w 499)
- Andromacus (udokumentowany w 595)
- Maryn (udokumentowany w 721)
- Jan (udokumentowany w 993)
- Bernard (udokumentowany w 1069)
- Waryn (udokumentowany 1084-1099)
- Gregorio da Ceccano (ok. 1102-1112, ponownie 1123-1138 i ponownie 1138-1139)
- Ugone d'Alatri (ok. 1116-1121)
- Ildebrando Grassi (1156–1178)
- Pandolfo Roberti (1182–1210)
- Stefano di Ceccano OCist (1213–1227)
- Guillaume z Sahagún OSB (1244–1250)
- Annibale Annibaldi OP (1262–1272)
- Gerardo Bianchi (1278–1281)
  - Guglielmo Longhi, in commendam (1294?-1319)
  - Pietro Colonna, in commendam (1320-1326)
- Imbert Dupuis (1327–1348)
- Pectin de Montesquieu (1350–1355)
- Pierre de la Foret OSB (1356–1361)
- Bernard du Bosquet (1368–1371)
- Robert von Genf (1371–1378)
- Jan Očko z Vlašimi (1378–1380)
- Fernando Pérez Calvillo[a] (1397–1404)
- Pietro Philarges di Candia OFMConv (1405–1409)
- Louis de Bar (1409–1412)
- Bessarion (1440–1449); in commendam (1449–1471)
- Niccolò Tedeschi OSB (1441–1445)[b]
  - Pietro Riario OFMConv in commendam (1471–1474)
  - Giuliano della Rovere in commendam (1474–1503)
- Clemente Grosso della Rovere OFMConv (1503–1504)
- Leonardo Grosso della Rovere (1505–1508)
- Francesco Soderini (1508–1511)
- Niccolò Fieschi (1511–1517)
- Pompeo Colonna (1517–1531)
- Alfonso Manrique de Lara y Solís (1532–1538)
- Pedro Sarmiento (1538–1541)
- Miguel da Silva (1542–1543)
- Durante Duranti (1545–1558)
- Markus Sitticus von Hohenems (1561–1565)
- Marcantonio Colonna (1565–1580)
- vacat (1580–1585)
- Rodrigo de Castro (1585–1600)
- François d’Escoubleau de Sourdis (1600–1606)
- Domenico Ginnasi (1606–1624)
- Desiderio Scaglia OP (1626–1627)
- vacat (1627–1634)
- Francesco Maria Brancaccio (1634–1663)
- Paluzzo Paluzzi-Altieri (1666–1681)
- Lorenzo Brancati di Lauria OFMConv (1681–1693)
- vacat (1693–1698)
- Giorgio Cornelio (1698–1722)
- Benedetto Erba Odescalchi (1725–1740)
- Domenico Riviera (1741–1752)
- Henryk Benedykt Stuart (1752–1759); in commendam (1759–1762)
- Lorenzo Ganganelli OFMConv (1762–1769)
- Francisco de Solís Folch de Cardona (1769–1775)
- Giovanni Archinto (1776–1795)
- Francisco Antonio de Lorenzana (1797–1804)
- Dionisio Bardaxí y Azara (1816–1822)
- Carlo Odescalchi (1823–1833)
- Francesco Serra-Cassano (1833–1850)
- Antonio Francesco Orioli OFMConv (1850–1852)
- Giusto Recanati OFMCap (1853–1861)
- Antonio Maria Panebianco OFMConv (1861–1885)
- José Sebastião Neto OFM (1886–1920)
- Pietro La Fontaine (1921–1935)
- Ignacy Gabriel I Tappouni (1935–1965)
- Francesco Roberti (1967–1977)
- Agostino Casaroli (1979–1985); in commendam (1985–1998)
- Giovanni Battista Re (2001–2002)
- Angelo Scola (2003-nadal)